# Ärztlicher Psychotherapeut
Ärztlicher Psychotherapeut ist eine Sammelbezeichnung für approbierte Mediziner, die eine psychotherapeutische Qualifikation nachweisen können. Ärztliche Psychotherapie ist ein geplanter interaktioneller Prozess nach ausführlicher Diagnostik unter definierter Zielsetzung und gezielter Auswahl von Methoden und Techniken oder eines Verfahrens. Die Therapieplanung und ‐durchführung ist eingebettet in einen ärztlichen Erfahrungskontext von leichten, aber auch schweren Erkrankungen und das Wissen um bio‐psychosoziale und psychosomatische Zusammenhänge.

## Fachärzte
Im Rahmen ihrer mindestens 5-jährigen Facharztweiterbildung erwerben approbierte Ärzte ihre psychotherapeutische Qualifikation bei folgenden psychotherapeutisch tätigen Facharztgruppen:
- Facharzt für Psychiatrie und Psychotherapie
- Facharzt für Psychosomatische Medizin und Psychotherapie
- Facharzt für Kinder- und Jugendpsychiatrie und -psychotherapie

Andere Facharztgruppen können erst nach Abschluss einer psychotherapeutischen Zusatzweiterbildung die Zusatzbezeichnung "fachgebundene Psychotherapie" erwerben.
Die Zusatzbezeichnungen „Psychotherapie“, „Psychoanalyse“ und "fachgebundene Psychotherapie" dürfen neben der jeweiligen Facharztbezeichnung geführt werden. Ärzte dürfen Titel fortführen, die nach älterem Recht erworben wurden.

## Unterschiede zu Psychologen und Psychotherapeuten
Unter Laien werden die Berufsbezeichnungen Psychiater, Psychologe und Psychotherapeut häufig fälschlich synonym verwendet. In der Tat unterscheiden sich Psychotherapeuten und Psychologen erheblich von den oben genannten Fachärzten:
- Psychologen beschäftigen sich wissenschaftlich mit der Psychologie. Sie dürfen sich Diplom-Psychologe nennen, wenn sie ein Studium der Psychologie mit einem Diplom und Psychologe M.sc., wenn sie ein Studium mit einem Master abgeschlossen haben. Anschließend können sie eine Weiterbildung zum psychologischen Psychotherapeuten absolvieren, aber auch auf zahlreichen anderen Berufsfeldern tätig werden, z. B. in der Wirtschaft, im Personalbereich, in der Forschung, als Verkehrspsychologe, in Beratungsstellen etc.[2]

- Psychotherapeuten sind Ärzte oder Psychologen, die eine Zulassung zur Heilkunde besitzen (Approbation) und Psychotherapie im Sinne des Psychotherapeutengesetzes ausüben. Dies umfasst die Diagnose und Behandlung psychischer Störungen mit Krankheitswert, bei denen Psychotherapie indiziert ist, mittels wissenschaftlich anerkannter Verfahren der Psychotherapie.[3] Die Berufsbezeichnungen lauten i. d. R. je nach Grundausbildung "Facharzt für Psychiatrie und Psychotherapie" bzw. "ärztlicher Psychotherapeut" oder "psychologischer Psychotherapeut".

## Verteilung der Berufsgruppen
2013 arbeiten als Psychotherapeuten in Deutschland:
| Fachbezeichnung                                                | Anzahl |
| -------------------------------------------------------------- | ------ |
| Psychologische Psychotherapeuten                               | 13.368 |
| Psychologische Kinder‐ und Jugendlichenpsychotherapeuten       | 3.110  |
| Fachärzte für Psychosomatische Medizin und Psychotherapie      | 2.557  |
| Fachärzte für Nervenheilkunde                                  | 2.461  |
| Ärztliche Psychotherapeuten                                    | 2.371  |
| Fachärzte für Psychiatrie und Psychotherapie                   | 1.964  |
| Fachärzte für Neurologie                                       | 1.365  |
| Fachärzte für Kinder‐ und Jugendpsychiatrie und Psychotherapie | 856    |

## Versorgungsforschung
Gegenstand einer Untersuchung des Jahres 2011 zur Versorgungsforschung und der spezifischen Rolle der Ärztlichen Psychotherapie ist die Darstellung der Ist‐Situation ärztlich‐psychotherapeutischer Versorgung in Hinblick auf die beteiligten ärztlichen Disziplinen sowie das Herausarbeiten eines spezifischen Profils der Psychotherapie durch Ärzte. Sie kam zu dem Ergebnis, dass folgende Schlussfolgerungen in Hinblick auf notwendige Maßnahmen zu ziehen seien:
- Die künftige Profilierung der Psychotherapie durch Ärzte bzw. die Ärztliche Psychotherapie muss schärfer herausgearbeitet werden.
- Es werden genauere Untersuchungen zu quantitativen und vor allem qualitativen Merkmalen der psychotherapeutischen Tätigkeit benötigt, die vor allem ein genaueres Bild der fachärztlichen Gesprächsleistungen entwerfen können.
- Die einzelnen an der psychotherapeutischen Versorgung beteiligten Berufsgruppen sind gefordert, ihr Selbstverständnis als ärztliche Psychotherapeuten und ihren Beitrag zur psychotherapeutischen Versorgung präziser herauszuarbeiten.